# NGC 7764
NGC 7764 (другие обозначения — PGC 72597, ESO 293-4, MCG -7-48-27, VV 715, AM 2348-410) — галактика в созвездии Феникс.
Этот объект входит в число перечисленных в оригинальной редакции «Нового общего каталога».